# Philéas-Frédéric Bourgeois
Philéas-Frédéric Bourgeois (né à Pré-d'en-Haut, au Nouveau-Brunswick, en 1855 et mort à Memramcook, au Nouveau-Brunswick, en 1913), prêtre et journaliste acadien, est souvent considéré comme le précurseur de l'ethnologie en Acadie. Son étude L'École aux apparitions mystérieuses (1886), est basée sur une série d'apparitions mariales, qui eurent lieu vers la fin du XIXe siècle, à l'école de Scoudouc (au Nouveau-Brunswick). Son étude est mentionnée dans le recueil de poésie La terre tressée, de Claude Le Bouthillier.

## Ouvrages publiés
- L'École aux apparitions mystérieuses, (1886).